# Shota Gelazonia
Shota Gelazonia (23 de diciembre de 1994, Georgia) es un baloncestista profesional georgiano. Se desempeña en la posición de pívot y actualmente juega en el Club CB MORON de la LEB Plata.